# 國枝政晃
國枝 政晃（くにえだ まさあき、1986年5月29日 - ）は、NBC長崎放送の元アナウンサーである。
長崎県長崎市出身。福岡大学商学部卒業。2009年4月、NBC長崎放送に入社。2011年4月にアナウンス部から異動。

## 過去の担当番組
NBCテレビ
- あっ!ぷる
  - 主に火曜日の中継を担当しており、たまにスタジオにも登場する。

NBCラジオ
- 満腹ワイド ラジDONぶり
- ざっつカステライブ